# Műkorcsolya az 1984. évi téli olimpiai játékokon
Az 1984. évi téli olimpiai játékokon a műkorcsolya versenyszámait Szarajevóban rendezték február 12. és 18. között.

## Éremtáblázat
(Az egyes számoszlopok legmagasabb értéke vagy értékei vastagítással kiemelve.)
| Az 1984. évi téli olimpiai játékok éremtáblázata műkorcsolyában | Az 1984. évi téli olimpiai játékok éremtáblázata műkorcsolyában | Az 1984. évi téli olimpiai játékok éremtáblázata műkorcsolyában | Az 1984. évi téli olimpiai játékok éremtáblázata műkorcsolyában | Az 1984. évi téli olimpiai játékok éremtáblázata műkorcsolyában | Olimpia  |
| --------------------------------------------------------------- | --------------------------------------------------------------- | --------------------------------------------------------------- | --------------------------------------------------------------- | --------------------------------------------------------------- | -------- |
|                                                                 | Ország                                                          | Arany                                                           | Ezüst                                                           | Bronz                                                           | Összesen |
| 1.                                                              | Egyesült Államok (USA)                                          | 1                                                               | 2                                                               | 0                                                               | 3        |
| 2.                                                              | Szovjetunió (URS)                                               | 1                                                               | 1                                                               | 3                                                               | 5        |
| 3.                                                              | Nagy-Britannia (GBR)                                            | 1                                                               | 0                                                               | 0                                                               | 1        |
|                                                                 | NDK (GDR)                                                       | 1                                                               | 0                                                               | 0                                                               | 1        |
|                                                                 |                                                                 |                                                                 |                                                                 |                                                                 |          |
| 5.                                                              | Kanada (CAN)                                                    | 0                                                               | 1                                                               | 0                                                               | 1        |
|                                                                 |                                                                 |                                                                 |                                                                 |                                                                 |          |
| 6.                                                              | Csehszlovákia (TCH)                                             | 0                                                               | 0                                                               | 1                                                               | 1        |
|                                                                 |                                                                 |                                                                 |                                                                 |                                                                 |          |
| Összesen                                                        | Összesen                                                        | 4                                                               | 4                                                               | 4                                                               | 12       |

## Érmesek
| Az 1984. évi téli olimpiai játékok érmesei műkorcsolyában |                                                         |                                                              |                                                          |
| Versenyszám                                               | Arany                                                   | Ezüst                                                        | Bronz                                                    |
| Férfi                                                     | Scott Hamilton · Egyesült Államok (USA)                 | Brian Orser · Kanada (CAN)                                   | Jozef Sabovčík · Csehszlovákia (TCH)                     |
| Női                                                       | Katarina Witt · NDK (GDR)                               | Rosalynn Sumners · Egyesült Államok (USA)                    | Kira Ivanova · Szovjetunió (URS)                         |
| Páros                                                     | Szovjetunió (URS) · Jelena Valova · Oleg Vasziljev      | Egyesült Államok (USA) · Kitty Carruthers · Peter Carruthers | Szovjetunió (URS) · Larisza Szeleznyova · Oleg Makarov   |
| Jégtánc                                                   | Nagy-Britannia (GBR) · Jayne Torvill · Christopher Dean | Szovjetunió (URS) · Natalja Besztyemjanova · Andrej Bukin    | Szovjetunió (URS) · Marina Klimova · Szergej Ponomarenko |